# Deon Bush
Deon Bush (Miami, 14 agosto 1993) è un giocatore di football americano statunitense che milita nel ruolo di safety per i Kansas City Chiefs della National Football League (NFL).

## Carriera

### Chicago Bears
Al college, Bush giocò a football coi Miami Hurricanes. Fu scelto nel corso del quarto giro (124º assoluto) del Draft NFL 2016 dai Chicago Bears. Debuttò come professionista nel terzo turno contro i Dallas Cowboys. La sua stagione da rookie si chiuse con 22 tackle in 11 presenze, 6 delle quali come titolare.
Nel marzo del 2021 Bush firmò un nuovo contratto annuale con i Bears.

### Kansas City Chiefs
Bush firmò con i Kansas City Chiefs il 28 marzo 2022.

## Palmarès
- Super Bowl : 2

Kansas City Chiefs: LVII, LVIII
- American Football Conference Championship: 2

Kansas City Chiefs: 2022, 2023